# 马克尔 (印第安纳州)
马克尔（Markle），美国印第安纳州城镇，地跨韦尔斯县、亨廷顿县。总面积3.29平方公里，总人口1095（2010年）。69号州际公路、116号美国国道、3号印第安纳州州道途径此地。